# Tornado (2025)
Tornado ist ein britischer Action-Thriller von John Maclean. Der Ende des 18. Jahrhunderts in Großbritannien spielende Film mit Kôki in der Titelrolle als eine Samurai-Kämpferin und Takehiro Hira, Jack Lowden und Tim Roth in weiteren Rollen feierte Ende Februar 2025 beim Glasgow Film Festival 2025 seine Weltpremiere und kam im Mai 2025 in die Kinos im Vereinigten Königreich.

## Handlung
In den 1790er Jahren in Großbritannien. Der Japaner Fujin und seine Tochter Tornado reisen als Puppenspieler durch das Land. Als sie auf eine Bande treffen, angeführt von dem skrupellosen Sugarman, schmiedet Tornado den Plan, der Bande das bei ihrem nächsten Raubzug erfbeutete Gold zu stehlen.
Nachdem ihr Vater von der Bande getötet wurde, ist auch die junge Frau in großer Gefahr. Doch Fujin hat seine Tochter als Samurai-Kämpferin ausgebildet, und so hinterlässt Tornado bei ihrem blutigen Rachefeldzug eine Spur der Verwüstung.

## Produktion

### Regie und Drehbuch
Regie führte John Maclean, der auch das Drehbuch schrieb. Er ist bekannt für sein Spielfilmdebüt Slow West von 2015 mit Michael Fassbender, Kodi Smit-McPhee und Ben Mendelsohn in den Hauptrollen. Tornado ist sein zweiter Spielfilm und eine Hommage als auch eine Neuinterpretation der traditionellen japanischen Samurai-Filme.

### Besetzung und Dreharbeiten

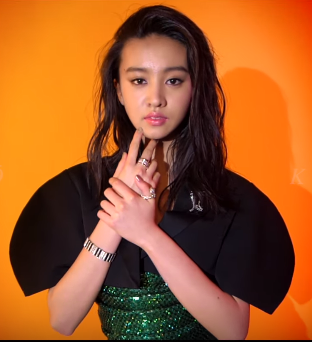
Kôki, besonders in Japan und in den USA als Model, Songwriterin und Schauspielerin bekannt, spielt Tornado

Model und Songwriterin Kôki spielt in der Titelrolle die junge Japanerin namens Tornado. Takehiro Hira, bekannt aus Fernsehserien wie Der Schwarm, Monarch: Legacy of Monsters und Shōgun, spielt ihren Vater Fujin. Tim Roth ist in der Rolle von Sugarman zu sehen, dem Anführer der Bande, die Fujin tötet. Jack Lowden spielt dessen Sohn Little Sugar. Rory McCann, der bereits in Macleans Slow West zu sehen war, spielt Kitten, der zweite Mann nach Sugarman. Weiter zu der Bande gehören der von Jack Morris gespielte Squid Lips und der von Bryan Michael Mills gespielte Musiker.
Die Dreharbeiten fanden Anfang 2024 in Schottland statt, größtenteils in der Nähe von Carlops in der schottischen Region Scottish Borders. Als Kameramann fungierte der Ire Robbie Ryan, der im Jahr 2019 für seine Arbeit an dem Film The Favourite – Intrigen und Irrsinn von Giorgos Lanthimos für einen Oscar nominiert wurde.

### Filmmusik, Marketing und Veröffentlichung
Die Filmmusik komponierte Jed Kurzel, der ältere Bruder des Regisseurs Justin Kurzel, der dessen meisten Filme vertont hatte und darüber hinaus in der Vergangenheit für Filme wie Alien: Covenant,  Der Babadook und Monkey Man tätig war. Das Soundtrack-Album mit insgesamt 14 Musikstücken wurde im Juli 2025 von Invada Records als Download veröffentlicht.
Die Weltpremiere des Films fand am 26. Februar 2025 beim Glasgow Film Festival 2025 statt, wo Tornado als Eröffnungsfilm gezeigt wurde. Der erste Trailer wurde Anfang April 2025 vorgestellt. Am 23. Mai 2025 kam er in die Kinos im Vereinigten Königreich. Der US-Kinostart war am 30. Mai 2025. Dort erhielt der Film ein R-Rating, was einer Freigabe ab 17 Jahren entspricht. Ende Juni, Anfang Juli 2025 erfolgten Vorstellungen beim Filmfest München. Im Oktober 2025 wird der Film beim Sitges Film Festival gezeigt.

## Rezeption

### Kritiken
Von den bei Rotten Tomatoes aufgeführten Kritiken sind 63 Prozent positiv. Bei Metacritic erhielt der Film einen Metascore von 63 von 100 möglichen Punkten.

### Auszeichnungen
National Film Awards 2025
- Nominierung als Bester Nebendarsteller (Tim Roth)
- Nominierung für die Beste Regie (John Maclean)
- Nominierung als Bester Produzent (John Maclean)[15]